# Brignoliella sarawak
Brignoliella sarawak là một loài nhện trong họ Tetrablemmidae.
Loài này thuộc chi Brignoliella. Brignoliella sarawak được Shear miêu tả năm 1978.